# Salmouille
Die Salmouille ist ein kleiner Fluss in Frankreich, der im Département Essonne in der Region Île-de-France verläuft. Sie entspringt im Gemeindegebiet von Gometz-la-Ville, im Regionalen Naturpark Haute Vallée de Chevreuse, entwässert generell in südöstlicher Richtung durch den südwestlichen Großraum von Paris und mündet nach rund 17 Kilometern im Gemeindegebiet von Brétigny-sur-Orge als linker Nebenfluss in die Orge. Auf ihrem Weg quert die Salmouille die Bahnstrecke LGV Atlantique, sowie die Schnellstraßen Autobahn A 10, Nationalstraße N 20 und Nationalstraße N 104.

## Orte am Fluss
(Reihenfolge in Fließrichtung)
- Gometz-la-Ville
- La Brosse, Gemeinde Janvry
- Saint-Jean-de-Beauregard
- Marcoussis
- Linas
- Biron, Gemeinde Longpont-sur-Orge
- Le Carouge, Gemeinde Brétigny-sur-Orge

## Sehenswürdigkeiten
- Pavillon du Roi, Schlösschen aus dem 18. Jahrhundert am Flussufer bei Marcoussis – Monument historique[4]
- Château de Montagu, Burgruine aus dem 15. Jahrhundert am Flussufer bei Marcoussis – Monument historique[5]